# Senegalia quadriglandulosa
Senegalia quadriglandulosa là một loài thực vật có hoa trong họ Đậu. Loài này được (Mart.) Seigler & Ebinger mô tả khoa học đầu tiên năm 2006.